# Église évangélique de la confession d'Augsbourg en Slovaquie
L'Église évangélique de la confession d'Augsbourg en Slovaquie (en slovaque : Evanjelická cirkev augsburského vyznania na Slovensku ; en abrégé : ECAV) est une Église luthérienne en Slovaquie. Elle rassemble 226 402 fidèles, ce qui en fait la seconde Église du pays après l'Église catholique. En 2020, elle est administrée par l'évêque Ivan Eľko (sk).

## Histoire contemporaine
L'Église est fondée en 1922, après la dissolution de l'Empire austro-hongrois. Pendant la Seconde Guerre mondiale, elle s'opposa aux nazis. Après le coup d'état communiste de 1948 en Tchécoslovaquie, l'Église luthérienne perdit le contrôle de ses écoles et de ses services sociaux ; nombre de ses périodiques cessèrent de paraître et une partie de son clergé fut persécuté. Jusqu'en 1989, l'Église vécut sous le strict contrôle de l'État, jusqu'en 1993 quand le Synode adopta une nouvelle constitution.

## Histoire ancienne
L'actuelle « Église évangélique de la confession d'Augsbourg en Slovaquie » s'inscrit dans les traces de l'ancienne « Église évangélique de la confession d'Augsbourg » (Evanjelicka Cirkev Augsburskeho Vyznania) des années 1520, établie au synode de Sillein (de) (Žilina, 1610), principalement dans les villes germanophones et minières, d'installation allemande (Drang nach Osten).
Le contexte est la guerre d'indépendance hongroise (1604-1606) d'Étienne II Bocskai, noble hongrois protestant, prince de Transylvanie de 1605 à 1606, aboutit au traité de Vienne (1606) qui donne quelque espoir aux autres protestants de l'empire Habsbourg.
La Contre-Réforme culmine dans la « décennie de deuil » (1671-1681). Et le luthéranisme continue dans la clandestinité jusqu'en 1781, à la signature de l'Édit de tolérance par l'empereur Joseph II, qui garantit la liberté de religion à tous les sujets catholiques et protestants de l'Empire des Habsbourg, et leur égalité d'accès à la vie publique (emplois publics, université, corps de métier…).
L'action du mouvement national slovaque en permet l'autorisation en 1848, et la réorganisation.

## Membres
Réunissant environ 7 % de la population, l'Église évangélique de la confession d'Augsbourg est la seconde Église du pays.

## Croyance
Elle revendique son appellation d'« évangélique » dans la mesure où elle considère que l'Évangile, la « bonne nouvelle » de la venue, de l'œuvre et du salut de Jésus Christ, telle qu'elle est rapportée dans la Bible et particulièrement dans le Nouveau Testament, est à la base de la foi. Elle voit en Jésus Christ le chef de l'Église chrétienne universelle.
La source fondamentale de la foi est ainsi l'Écriture sainte et le Livre de concorde qui, selon cette Église, constitue l'interprétation vraie de l'Écriture sainte et, particulièrement, dans ce livre, le Petit catéchisme de Martin Luther.
Son nom fait également référence à la Confession d'Augsbourg de 1530.

## Organisation
Aujourd'hui, l'Église est constituée de 326 congrégations ou paroisses (en slovaque : Cirkevné zbory) regroupées en 14 conférences ou séniorats (au singulier : seniorát ; au pluriel : senioráty) et 2 districts : les districts Est et Ouest.
Le clergé compte 355 membres actifs. L'Église gère 657 églises et bâtiments religieux.

## Relation avec les autres Églises
L'Église évangélique de la confession d'Augsbourg en Slovaquie est membre de la Fédération luthérienne mondiale, de la Conférence des Églises européennes et du Conseil œcuménique des Églises.

## L'Église évangélique slovaque de la confession d'Augsbourg en Serbie
La plupart des Slovaques de Voïvodine, en Serbie, sont membres de l'Église évangélique slovaque de la confession d'Augsbourg en Serbie, sous la juridiction de l'évêque de Novi Sad.